# Crazy About You
"Crazy About You" är en sång av Tomas Ledin från 1988. Den finns med på hans tolfte studioalbum Down on the Pleasure Avenue (1988) men gavs även ut som singel samma år.
Den nådde inte någon listframgång. Den inkluderas senare på Ett samlingsalbum (1990).

## Låtlista
1. "Crazy About You" – 4:05
2. "Crazy About You" (Airwave Version) – 2:18

### Fotnoter
1. 1 2  ”Tomas Ledin”. Svensk mediedatabas. Arkiverad från originalet den 25 juli 2014. https://web.archive.org/web/20140725173941/http://smdb.kb.se/catalog/search?q=Tomas+Ledin&x=0&y=0. Läst 16 januari 2013.
2. ↑  ”Crazy About You”. Hitparad. http://swedishcharts.com/showitem.asp?interpret=Tomas+Ledin&titel=Crazy+About+You&cat=s. Läst 16 januari 2013.